# David di Donatello 2015
La cerimonia di premiazione della 60ª edizione dei David di Donatello si è svolta il 12 giugno 2015 al teatro Olimpico di Roma.
La cerimonia è stata condotta da Tullio Solenghi e trasmessa in diretta sul canale Rai Movie ed in differita su Rai 1.
Le candidature sono state annunciate l'11 maggio 2015. I film con il maggior numero di candidature sono Anime nere di Francesco Munzi (16) e Il giovane favoloso di Mario Martone (14). Seguono Mia madre di Nanni Moretti (10 candidature), Torneranno i prati di Ermanno Olmi (8) e Hungry Hearts di Saverio Costanzo (7).

## Vincitori e candidati
I vincitori sono indicati in grassetto, a seguire gli altri candidati.
Miglior film
- Anime nere, regia di Francesco Munzi
- Hungry Hearts, regia di Saverio Costanzo
- Il giovane favoloso, regia di Mario Martone
- Mia madre, regia di Nanni Moretti
- Torneranno i prati, regia di Ermanno Olmi

Miglior regista
- Francesco Munzi - Anime nere
- Saverio Costanzo - Hungry Hearts
- Mario Martone - Il giovane favoloso
- Nanni Moretti - Mia madre
- Ermanno Olmi - Torneranno i prati

Miglior regista esordiente
- Edoardo Falcone - Se Dio vuole
- Andrea Jublin - Banana
- Lamberto Sanfelice - Cloro
- Eleonora Danco - N-Capace
- Laura Bispuri - Vergine giurata

Migliore sceneggiatura
- Francesco Munzi, Fabrizio Ruggirello (postumo), Maurizio Braucci - Anime nere
- Saverio Costanzo - Hungry Hearts
- Mario Martone, Ippolita Di Majo - Il giovane favoloso
- Edoardo Leo, Marco Bonini - Noi e la Giulia
- Nanni Moretti, Francesco Piccolo, Valia Santella - Mia madre

Migliore produttore
- Cinemaundici e Babe Films, con Rai Cinema - Anime nere
- Palomar, Rai Cinema - Il giovane favoloso
- Nicola Giuliano, Francesca Cima, Carlotta Calori per Indigo Film, con Rai Cinema - Il ragazzo invisibile
- Carlo Cresto-Dina - Le meraviglie
- Nanni Moretti per Sacher Film, Domenico Procacci per Fandango, con Rai Cinema - Mia madre

Migliore attrice protagonista
- Margherita Buy - Mia madre
- Paola Cortellesi - Scusate se esisto!
- Virna Lisi - Latin Lover
- Alba Rohrwacher[4] - Hungry Hearts
- Jasmine Trinca - Nessuno si salva da solo

Miglior attore protagonista
- Elio Germano - Il giovane favoloso
- Fabrizio Ferracane - Anime nere
- Alessandro Gassmann - Il nome del figlio
- Marco Giallini - Se Dio vuole
- Riccardo Scamarcio - Nessuno si salva da solo

Migliore attrice non protagonista
- Giulia Lazzarini - Mia madre
- Barbora Bobuľová - Anime nere
- Anna Foglietta - Noi e la Giulia
- Valeria Golino - Il ragazzo invisibile
- Micaela Ramazzotti - Il nome del figlio

Miglior attore non protagonista
- Carlo Buccirosso - Noi e la Giulia
- Claudio Amendola - Noi e la Giulia
- Fabrizio Bentivoglio - Il ragazzo invisibile
- Luigi Lo Cascio - Il nome del figlio
- Nanni Moretti - Mia madre

Migliore autore della fotografia
- Vladan Radovic - Anime nere
- Fabio Cianchetti - Hungry Hearts
- Renato Berta - Il giovane favoloso
- Italo Petriccione - Il ragazzo invisibile
- Fabio Olmi - Torneranno i prati

Migliore musicista
- Giuliano Taviani - Anime nere
- Nicola Piovani - Hungry Hearts
- Sascha Ring - Il giovane favoloso
- Ezio Bosso, Federico De Robertis - Il ragazzo invisibile
- Paolo Fresu - Torneranno i prati

Migliore canzone originale
- Anime nere - testo e musica di Giuliano Taviani, interpretata da Massimo De Lorenzo - Anime nere
- Wrong skin - testo, musica e interpretazione di Marialuna Cipolla - Il ragazzo invisibile
- Elis - testo e musica di musica e testi di Arturo Annecchino, interpretata da Costanza Cutaia e Martina Sciucchino - Nessuno si salva da solo
- Sei mai stata sulla luna? - testo, musica e interpretazione di Francesco De Gregori - Sei mai stata sulla Luna?
- Bonesempio - testo e musica di Giordano Corapi e Roberta Serretiello, interpretata da Roberta Serretiello - Take Five

Migliore scenografo
- Giancarlo Muselli - Il giovane favoloso
- Luca Servino - Anime nere
- Emita Frigato - Maraviglioso Boccaccio
- Paki Meduri - Noi e la Giulia
- Giuseppe Pirrotta - Torneranno i prati

Migliore costumista
- Ursula Patzak - Il giovane favoloso
- Marina Roberti - Anime nere
- Alessandro Lai - Latin Lover
- Lina Nerli Taviani - Maraviglioso Boccaccio
- Andrea Cavalletto - Torneranno i prati

Migliore truccatore
- Maurizio Silvi - Il giovane favoloso
- Maurizio Fazzini - Il ragazzo invisibile
- Sonia Maione - Anime nere
- Ermanno Spera - Latin Lover
- Enrico Iacoponi - Mia madre

Migliore acconciatore
- Aldo Signoretti, Alberta Giuliani - Il giovane favoloso
- Rodolfo Sifari - Anime nere
- Daniela Tartari - Ho ucciso Napoleone
- Alberta Giuliani - Latin Lover
- Carlo Barucci - Maraviglioso Boccaccio

Migliore montatore
- Cristiano Travaglioli - Anime nere
- Francesca Calvelli - Hungry Hearts
- Jacopo Quadri - Il giovane favoloso
- Massimo Fiocchi, Chiara Griziotti - Italy in a Day - Un giorno da italiani
- Clelio Benevento - Mia madre

Migliore fonico di presa diretta
- Stefano Campus - Anime nere
- Remo Ugolinelli - Il nome del figlio
- Gilberto Martinelli - Il ragazzo invisibile
- Alessandro Zanon[5] - Mia madre
- Francesco Liotard - Torneranno i prati

Migliori effetti digitali
- Visualogie - Il ragazzo invisibile
- Chromatica[6] - Il giovane favoloso
- Reset VFX - La buca
- Reset VFX, Visualogie - Noi e la Giulia
- Rumblefish - Torneranno i prati

Miglior documentario di lungometraggio
- Belluscone - una storia siciliana, regia di Franco Maresco
- Enrico Lucherini - Ne ho fatte di tutti i colori, regia di Marco Spagnoli
- Io sto con la sposa, regia di Antonio Augugliaro, Gabriele Del Grande, Khaled Soliman Al Nassiry
- Quando c'era Berlinguer, regia di Walter Veltroni
- Sul vulcano, regia di Gianfranco Pannone

Miglior cortometraggio
- Thriller, regia di Giuseppe Marco Albano
- Due piedi sinistri, regia di Isabella Salvetti
- L'errore, regia di Brando De Sica
- La valigia, regia di Pier Paolo Paganelli
- Le note di Giulia, regia di Andrea Dalla Costa

Miglior film dell'Unione Europea
- La teoria del tutto (The Theory of Everything), regia di James Marsh
- Alabama Monroe - Una storia d'amore (The Broken Circle Breakdown), regia di Felix Van Groeningen
- Locke, regia di Steven Knight
- Pride, regia di Matthew Warchus
- Storie pazzesche  (Relatos salvajes), regia di Damián Szifrón

Miglior film straniero
- Birdman (Birdman or (The Unexpected Virtue of Ignorance)), regia di Alejandro González Iñárritu
- American Sniper, regia di Clint Eastwood
- Boyhood, regia di Richard Linklater
- Il sale della terra (The Salt of the Earth), regia di Wim Wenders
- Mommy, regia di Xavier Dolan

Premio David giovani
- Noi e la Giulia, regia di Edoardo Leo
- Anime nere, regia di Francesco Munzi
- I nostri ragazzi, regia di Ivano De Matteo
- Il giovane favoloso, regia di Mario Martone
- Il ragazzo invisibile, regia di Gabriele Salvatores

David speciale
- Gabriele Muccino